# Wallfahrtskirche Maria Saalen

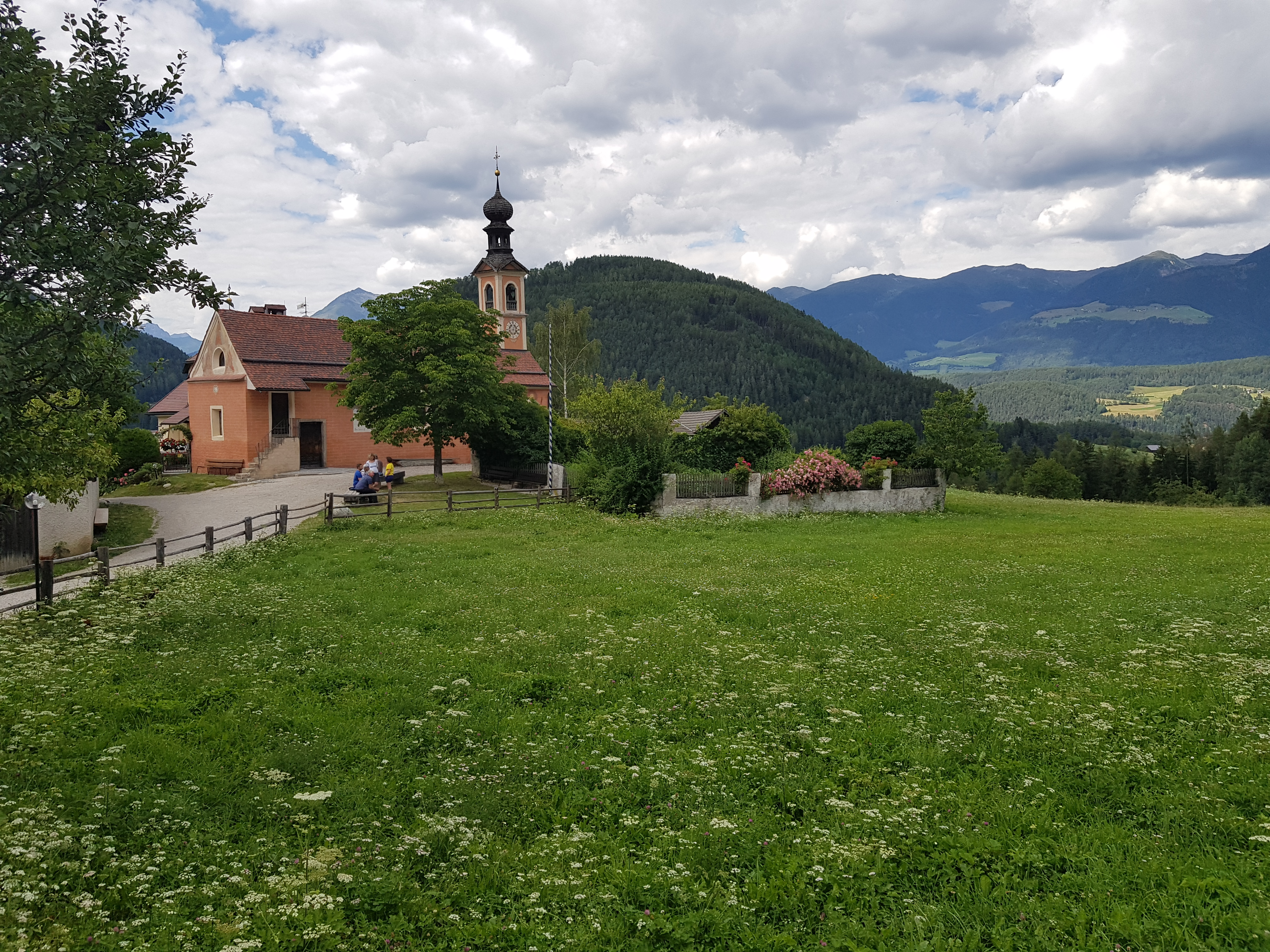
Loretokirche Maria Saalen

Die Wallfahrtskirche Maria Saalen (Unsere Liebe Frau von Loreto) befindet sich in der Fraktion Saalen der Gemeinde St. Lorenzen in Südtirol. Sie gehört zur Diözese Bozen-Brixen und steht unter Denkmalschutz.

## Geschichte

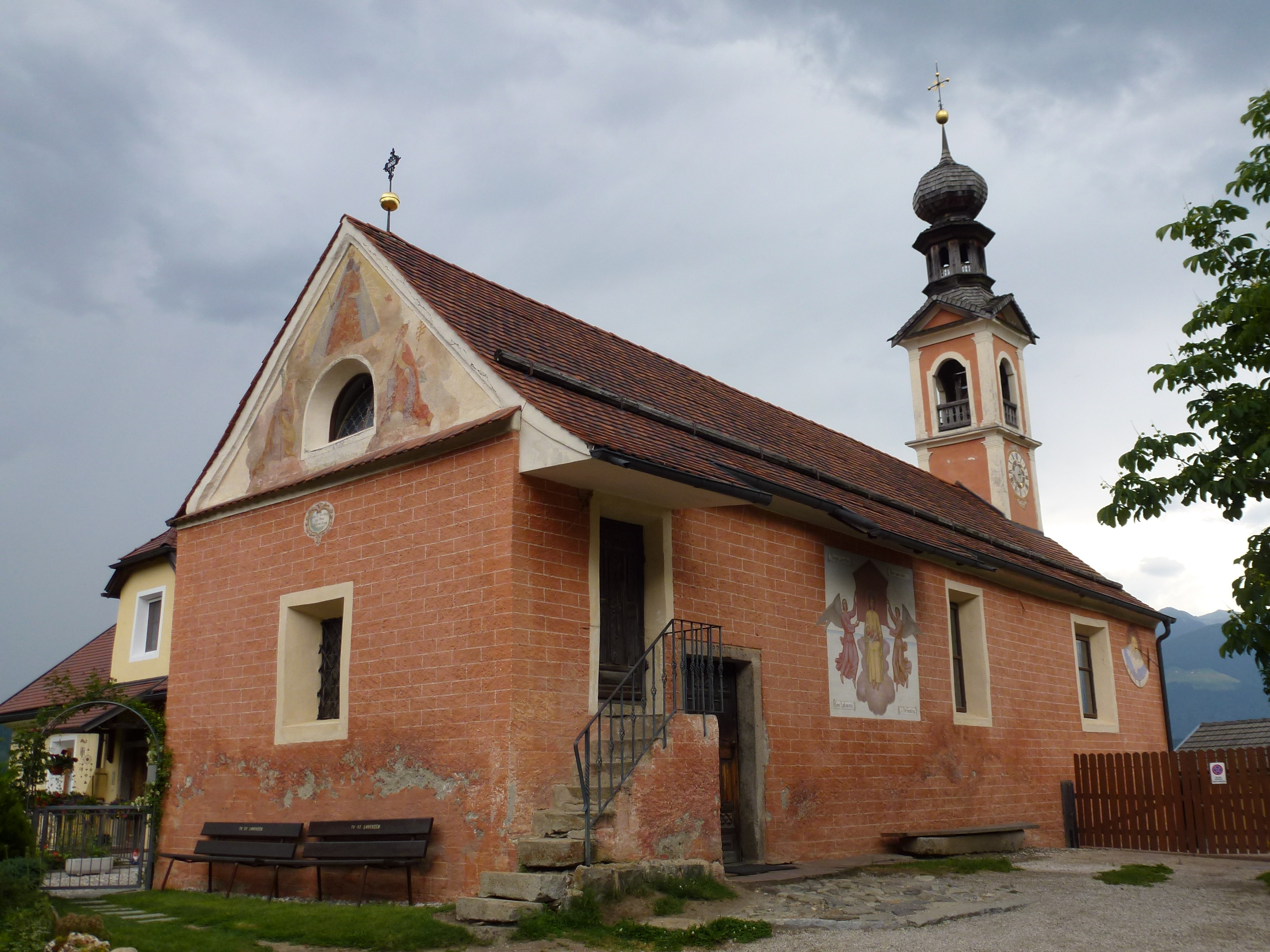
Maria Saalen

1653 wurde die Kirche als Einsiedelei am Eingang zum Gadertal oberhalb von Montal errichtet. Die Schwarze Madonna, die heute am Altar steht, soll damals von einem Bauern im nahegelegenen Acker gefunden worden sein. So wurde die Kirche in Maria Saalen zu einer beliebten Wallfahrtskirche, und heute wegen seiner schönen Lage auch zu einem Ausflugsziel.

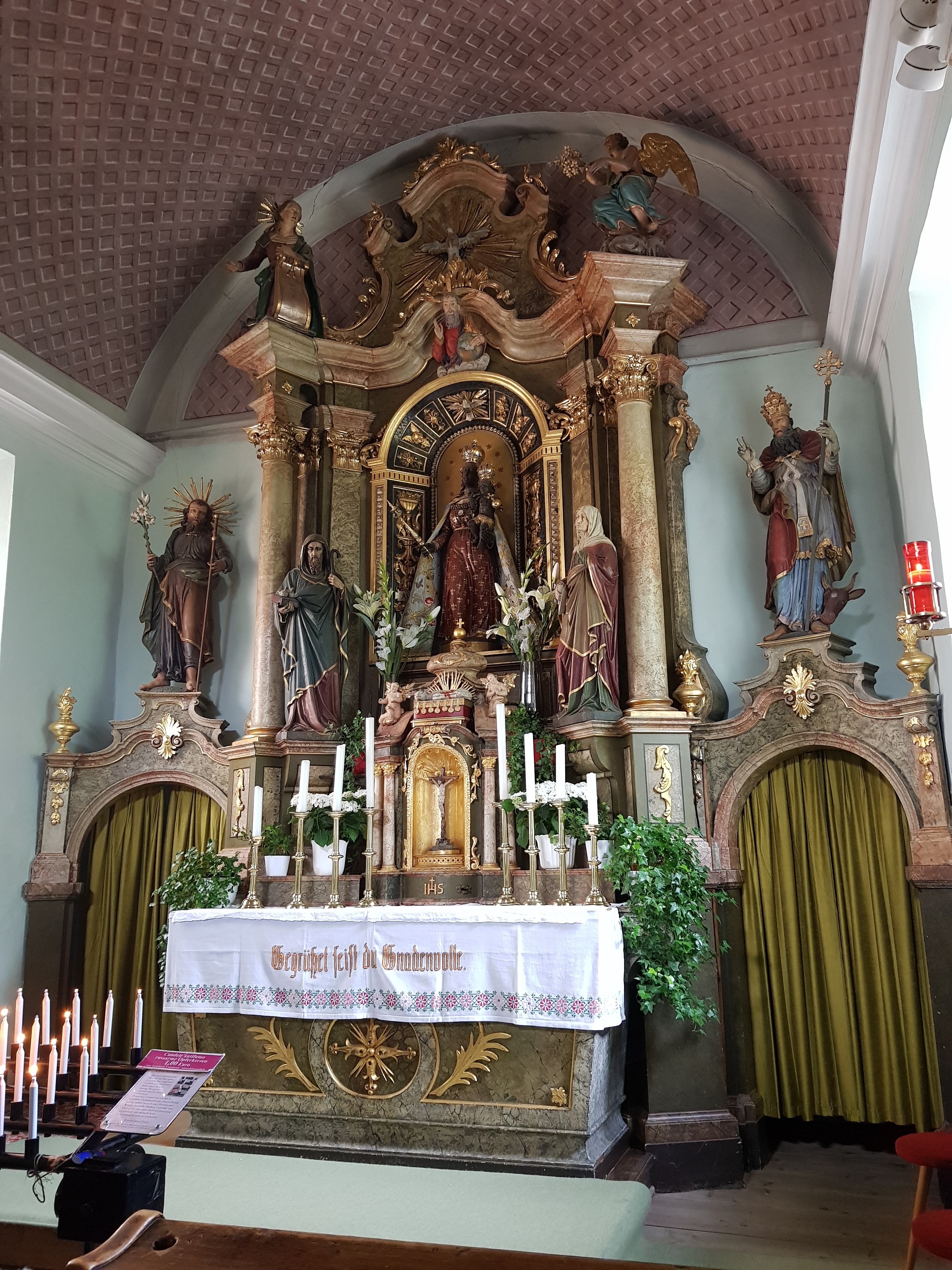
Altar mit schwarzer Madonna

## Baubeschreibung
Der 1665 errichtete längliche Bau besitzt einen geraden Chorschluss und einen kleinen Chorturm, der von einer Zwiebelhaube über einem Oktogon bekrönt wird. Neben der steingerahmten Vierecktür ist der über eine Stiege zu erreichende Zugang zur Empore. An der Längsseite ist ein Fresko mit der Loretolegende zu sehen, im Fassadengiebel die Gnadenmadonna und die heiligen Josef und Silvester. Die Glocke im Turm wurde 1656 gegossen.
Das Tonnengewölbe im Inneren ist mit Stuck und Malereien geziert; Josef Renzler malte das Rundfresko Maria und Josef besuchen Anna und Joachim. Am Altar steht die Gnadenfigur der schwarzen Madonna zwischen den Figuren von Joachim und Anna. Darüber sind im Altaraufsatz Gottvater und die Taube des heiligen Geistes zwischen einer Verkündigungsgruppe zu sehen. Auf den den Altar flankierenden Opfergangsportalen stehen die Statuen von Josef und Silvester. Ein Kruzifix an der Langhauswand stammt aus der Zeit um 1600. Zahlreiche Votivbilder des 18. und 19. Jahrhunderts zeugen von Gebetserhörungen.